# Bistum Berbérati
Das Bistum Berbérati (lateinisch Dioecesis Berberatensis) ist ein römisch-katholisches Bistum mit Sitz in Berbérati in der Zentralafrikanischen Republik. Es umfasst die Präfekturen Mambéré-Kadéï und Sangha-Mbaéré.

## Geschichte
Papst Pius XII. gründete die Apostolische Präfektur Berbérati am 28. Mai 1940 aus Gebietsabtretungen der Apostolischen Vikariate Foumban und Oubangui-Chari.
Am 9. Januar 1947 verlor es einen Teil seines Territoriums an die Apostolische Präfektur Fort Lamy. Mit der Apostolischen Konstitution Cum ob sollertem wurde sie am 13. März 1952 zum Apostolischen Vikariat erhoben.
Die Erhebung zum Bistum erfolgte am 14. September 1955 mit der Apostolischen Konstitution Dum tantis. Am 9. Februar 1959 verlor es einen Teil seines Territoriums an die Apostolische Präfektur Bangassou und am 27. Februar 1978 an das Bistum Bouar.

## Ordinarien

### Apostolische Präfekt von Berbérati
- Pietro da Alcantara Habas OFMCap, 28. März 1941–1952

### Apostolischer Vikar von Berbérati
- Alphonse-Célestin-Basile Baud OFMCap, 10. April 1954–14. September 1955

### Bischöfe von Berbérati
- Alphonse-Célestin-Basile Baud OFMCap, 14. September 1955–2. Juni 1979
- Jérôme-Michel-Francis Martin OFMCap, 3. Oktober 1987–17. Juni 1991
- Agostino Giuseppe Delfino OFMCap, 17. Juni 1991–17. Juni 2010
- Dennis Kofi Agbenyadzi SMA, seit 14. Mai 2012